# Chandra - The Phantom Ferry Part I
Chandra - The Phantom Ferry Part 1 is een studioalbum van muziekgroep Tangerine Dream. Het muziekalbum is in dit geval volgespeeld door het enige originele lid van de band Edgar Froese. Het album grijpt qua muziek terug op vervlogen tijden van de band, het klinkt opvallend op de muziek die ze in de jaren 70 maakte.
Het thema van dit album is het verhaal van ene Carlos Enduras die in de jaren 70 een geluidsstation bediende op de militaire basis in Thule, Groenland. Hij hoopte buitenaards leven te vinden door het traceren van radiogolven vanuit het heelal. Op een van zijn wandelingen in de sneeuw op 7 december 1977 kreeg hij bezoek van een wezen dat niet ademde. Deze deelde Carlos mee, dat hij weliswaar aan het zoeken was, maar er niet van uit kon gaan, dat buitenaards leven zich van dezelfde middelen bedienen als de mens. Het vreemde wezen vertelde hem dat als hij vasthield aan zijn huidige manier van bestaan (een lichaam en geest), hij nooit de anderen zou vinden. Het verhaal zou teruggevonden zijn op de basis.
Chandra - The Phantom Ferry Part II verscheen in 2014

## Musici
- Edgar Froese – alle muziekinstrumenten

## Muziek
| Nr. | Titel                              | Duur |
| --- | ---------------------------------- | ---- |
| 1.  | Approaching Greenland At 7 pm      |      |
| 2.  | The moondog connection             |      |
| 3.  | Screaming of the dreamless sleeper |      |
| 4.  | The unknown is the truth           |      |
| 5.  | The Dance Without Dancers          |      |
| 6.  | Child lost in wilderness           |      |
| 7.  | Sailor of the lost arch            |      |
| 8.  | Verses of a sisong                 |      |
| 9.  | Silence on a crawler lane          |      |

Het verhaal op de hoes van het album vermeldt dat Thule de hoofdstad van Groenland is; dat is echter Nuuk, in die tijd nog Gothåb geheten. Chandra is een maangod uit het hindoeisme.